# Theodore Bagwell
Pour les articles homonymes, voir Bagwell.
Theodore Bagwell, dit « T-Bag », est un personnage de fiction de la série télévisée américaine Prison Break. Interprété par Robert Knepper, il est l'un des détenus de la prison de Fox River.
Il apparaît également dans la saison 1 épisode 3 de la série Breakout Kings ; T-Bag s'évade de Fox River.
Maya Schechter de TV Guide le décrit comme « one of the creepiest characters on television » (« l'un des plus terrifiants personnages de la télévision »), le « diable incarné » et est mentionné par Entertainment Weekly comme l'un des « meilleurs méchants de la télévision » (« TV's best villains »).

## Biographie

### Son parcours avant Fox River
T-Bag est un des personnages principaux de la série Prison Break . Il apparaît dans le deuxième épisode de la première saison. Dans un flashback de l'épisode Bad Blood (2x17) , Michael Gohlke interprète Theodore enfant.
T-Bag est né d'une situation familiale assez particulière. Sa mère, handicapée mentale, aurait été violée par son propre frère (et donc père de T-Bag) et aurait donné naissance à Théodore Bagwell. Lors de son enfance, il est victime de violences et d'abus sexuels perpétrés par son père psychotique. Par ailleurs, le père de Bagwell force aussi son fils à apprendre par cœur des encyclopédies et des dictionnaires entiers pour pouvoir trouver une dizaine de synonymes à chaque mot. Il était persuadé que grâce à cette éducation, son fils pourrait devenir un jour Président des États-Unis. 
Plus tard, il alterne constamment des périodes de liberté et d'emprisonnement, souvent pour vandalisme et tortures sur les animaux. 
Lors de son année de 4th Grade (équivalent français du CM1), il tente d'incendier la maison de son enseignant et est condamné à purger une peine dans un centre pour jeunes délinquants. Durant cette période, il devint membre de « l'Alliance pour la pureté », un groupe fictif prônant la suprématie de la race blanche.
Une fois adulte, Bagwell commence à commettre des crimes tels que voies de fait, tentatives de meurtre, meurtres, viols et enlèvements. Il a des penchants sexuels allant des jeunes adolescentes aux adultes. 
Avant son incarcération, Bagwell a échappé pendant quelque temps aux autorités et entamé une relation amoureuse avec une honnête femme, Susan Hollander, mère de deux enfants nés d'un précédent mariage. Lorsqu'elle apprend incidemment qu'il est un meurtrier et violeur recherché (en regardant l'émission « America's Most Wanted »), elle informe immédiatement la police. Bagwell est alors condamné à six peines consécutives d'emprisonnement à perpétuité réelle pour six chefs d'accusation dont enlèvement, viols et meurtres. 
T-Bag s'affirme rapidement comme le chef de « l'Alliance pour la pureté » à l'intérieur de la prison Donaldson en Alabama. Sous sa conduite, le groupe devient si puissant que le directeur le transfère à Fox River. Il constate l'absence d'un quelconque groupe prônant la supériorité des blancs mais s'entoure de nombreux détenus et crée un clan qui lui confère un statut important dans la prison. Il n'a aucun scrupule à chercher la satisfaction sexuelle auprès d'autres détenus, s'attaquant souvent à des hommes plus jeunes.
Traumatisée d'avoir côtoyé un criminel, Susan Hollander commence une thérapie. Pour son équilibre, son psychiatre lui conseille d'aller voir T-Bag en prison et de lui dire à quel point elle s'est sentie trahie. Lors de cette visite, Bagwell prétend l'avoir véritablement aimée (pour la première fois de sa vie), qu'à ses côtés il avait essayé de changer, mais que sa trahison l'a incité à redevenir un « monstre ». Il lui affirme également que s'il parvient à sortir de prison, il reviendra la voir.

### Saison 1
Dès l'arrivée de Michael Scofield à Fox River, T-Bag veut faire de lui sa nouvelle « chose », mais il se heurte à un refus définitif. Pendant l'émeute raciale, son « ami spécial » fait partie de ceux qui sont mortellement blessés. Croyant que Scofield en est responsable, il cherche à tout prix à se venger mais est temporairement neutralisé par John Abruzzi qui compte sur Michael pour l'aider à s'évader. 
Pendant une deuxième émeute, T-Bag découvre le projet d'évasion et menace de tout révéler aux autres détenus si Michael et son équipe ne l'incluent pas. En dépit de leur dégoût unanime à l'égard de T-Bag, les autres n'ont pas d'autre choix que d'accepter. Cependant, quand Michael révèle au groupe qu'ils sont trop nombreux pour que l'évasion réussisse, John Abruzzi lui pose un ultimatum : quitter l'équipe ou mourir. Mais dans un retournement de situation, T-Bag profite d'une baisse de vigilance d'Abruzzi et tente de l'égorger en lui donnant un coup de lame de rasoir dans la gorge. Abruzzi réchappe de justesse et réintègre Fox River quelque temps plus tard affirmant être devenu religieux et avoir renoncé à la violence car « sauvé par le Christ ». Inquiet, T-Bag commet une deuxième tentative de meurtre sur lui mais est arrêté par C-Note, qui lui rappelle fortuitement qu'Abruzzi fournit leur moyen de transport
Puis, lorsque Scofield, Burrows et Sucre sont enfermés en cellules d'isolement, T-Bag sauve le plan d'évasion qui risquait d'être découvert par les gardiens. En effet, durant l'absence de Michael et Sucre, leur cellule (bien située) est proposée par un gardien corrompu, Geary, aux plus offrants. Un des prisonniers intéressés, en visitant la cellule, se plaint d'une fuite d'eau (due au siège disjoint des toilettes qui permet à Scofield de se balader dans la prison par la tuyauterie). Geary promet de s'en occuper. T-Bag découvre cela et en informe aussitôt C-Note et Westmoreland. Les alliés temporaires décident de participer à une partie de poker avec des mexicains, et remportent la partie grâce à un tour de triche de T-Bag qui cache des atouts dans sa manche.
T-Bag s'échappe de Fox River en compagnie de Michael ainsi que six autres détenus. Dans la voiture qui leur permet de fuir, T-Bag, peu rassuré du fait qu'Abruzzi soit assis sur le siège juste derrière lui et se doutant que celui-ci trame quelque chose, s'attache avec des menottes à Michael et avale la clé, ce qui contraint Abruzzi, qui avait caché un pistolet sous son siège de ne pas le tuer, pour ne pas handicaper Michael. Par la suite, les évadés se réfugient dans une grange pour tenter de casser les menottes, mais rien n'y fait. Finalement Abruzzi se saisit d'une hache, et tranche la main de Bagwell. Abruzzi, Scofield, Burrows, Sucre et C-Note fuient tandis que Bagwell agonise.

### Saison 2
Toujours en fuite, T-Bag cherche désespérément un moyen de recoudre sa main. Il entre dans une clinique pour animaux et force un vétérinaire, le docteur Marvin Gudat, à recoudre sa main menaçant de retrouver et de tuer sa femme s'il refuse. Après l'opération, il le tue en lui injectant un produit létal dans les veines, vole ses vêtements et sa voiture, décolore ses cheveux à l'eau oxygénée et roule en direction de l'Utah. Son objectif est désormais de trouver l'argent de D. B. Cooper-Charles Westmoreland.
Le long du chemin, sa fourberie et ses crimes accentuent le caractère machiavélique du personnage. Ainsi, il évite une arrestation en dissimulant ses clefs de voiture volée dans les affaires d'un autre homme, puis tente d'abuser une adolescente avant de neutraliser le père de cette dernière. Après lui avoir volé sa voiture, il arrive à Tooele, Utah, avant Lincoln et Michael. En compagnie de David Apolskis, il dérobe le plan qui indique où l'argent est enterré. Toutefois, après avoir été capturé par Lincoln et Michael, il apprend par cœur le plan avant de l'avaler, forçant ainsi les deux frères à collaborer avec lui. Dans les épisodes suivants, le groupe, rejoint peu de temps après par C-Note et Sucre, localise la cachette de l'argent et creuse dans le garage d'une habitation. Mais la situation dégénère quand T-Bag les force à prendre en otage les occupantes de la maison. Une fois l'argent déterré, Sucre menace l'équipe avec une arme et exige d'avoir toute la somme. T-Bag trompe alors ses camarades en intervertissant le sac contenant l'argent avec un sac rempli de magazines.
Après avoir caché les cinq millions de dollars dans le casier d'une gare, T-Bag part retrouver Susan Hollander mais il est capturé par Brad Bellick et Roy Geary. Ils le torturent longuement pour obtenir le lieu où se trouvent les cinq millions de dollars. Au cours d'une lutte, T-Bag avale la clé de la consigne. Bellick et Geary font tout pour accélérer son transit intestinal (le nourrissant entre autres de pruneaux et de laxatifs) afin de la récupérer. Avant de partir à la gare, Bellick appelle la police et laisse T-Bag attaché à un radiateur. Dans un effort désespéré, T-Bag sacrifie sa main abimée pour échapper à la police. En localisant le traceur qu'il avait placé à l'intérieur du sac, T-Bag parvient jusqu'à une chambre d'hôtel occupée par Geary. Avant de s'enfuir avec l'argent, T-Bag tue Geary et met au point une mise en scène pour faire accuser Bellick du meurtre. 
À Pratt, Kansas, T-Bag assassine un ancien combattant, rencontré dans un bar, pour obtenir sa main prosthétique. Quelque temps plus tard, il manipule une modeste employée de la poste nommée Denise afin d'obtenir la nouvelle adresse de Susan Hollander. Lorsque Denise aperçoit l'avis de recherche de T-Bag par inadvertance, il la tue, bien qu’il semble faire cela à contrecœur. En effet, il lui avoue qu’il aurait préféré qu’elle ne connaisse jamais son secret, ce qui laisse penser qu’il n’a jamais eu l’intention de la tuer avant ça. Puis il se dirige vers la maison de Susan Hollander à Ness, au Kansas, et s'invite à l'intérieur. Il force Susan et ses deux enfants à être sa famille. Il insiste sur le fait que Susan est l'amour de sa vie et réciproquement. Robert Knepper déclare dans une interview que : « Teddy's got an incredibly deep connection with this woman. It's a love, love, hate, love, love relationship that can't be summed up easily. He genuinely believes in his heart that she's the ticket, that she is his salvation. » (« Teddy se sent incroyablement et profondément lié à cette femme. C’est une relation « amour-haine » qui ne peut pas être résolue aussi facilement. Il croit sincèrement du fond du cœur qu’elle est la bonne, qu’elle va le sauver. »). Susan Hollander tente de l'amadouer en lui faisant comprendre qu'il est dangereux de rester chez elle mais il ne veut rien entendre. Il parvient même à donner le change lors d'une visite de Patty, une amie de Susan. Devant les Hollander impuissants, Patty sympathise avec T-Bag et ne perçoit pas la détresse des otages. Toutefois, après son départ, T-Bag ordonne aux Hollander de préparer leurs bagages. Ils quittent la ville en voiture. Il les emmène jusqu'à la maison de son enfance, laissée à l'abandon, où il est assailli de mauvais souvenirs qui ressurgissent de son enfance. Bagwell confie son secret à Susan Hollander : il ne peut pas avoir de descendance car il est le fruit du péché de son père. Il est donc le dernier des Bagwell. C'est la raison pour laquelle il est si attaché aux enfants Hollander qu'il considère comme les siens. Après avoir entendu cela, Susan Hollander lui avoue qu'elle ne pourra jamais l'aimer. Anéanti, T-Bag l'enferme dans la cave avec ses deux enfants et fixe intensément une hache comme s'il allait l'utiliser pour les tuer. Cependant, les Hollander sont délivrés, à leur plus grande surprise, par la police ; on retrouve T-Bag en train de pleurer dans sa voiture, un téléphone près de lui.
Quelque temps plus tard, T-Bag prend la décision de partir en Thaïlande. Après s'être approprié l'identité d'un psychiatre qu'il a délibérément assassiné, T-Bag achète un billet pour Bangkok avec une escale à Mexico. Par coïncidence, il se retrouve sur le même vol que Bellick à la recherche de Sucre. L'ayant aperçu à l'aéroport, T-Bag n'ose pas prendre son sac sur le tapis roulant et doit se battre contre un bagagiste pour le récupérer à l'extérieur. Mais il n'y parvient pas : une alarme se met à sonner et T-Bag doit s'enfuir en courant, laissant les cinq millions de dollars derrière lui. Il récupère son sac le lendemain en passant par plusieurs intermédiaires. Après avoir échappé de justesse à Sucre et Bellick, T-Bag est capturé pour avoir assassiné une prostituée qui avait insulté Susan. Néanmoins, l'agent Kim envoie un agent au Panama avec l'ordre d'aider T-Bag à les mener jusqu'à Lincoln et Michael, qui se trouvent également au Panama.
Le complot de Kim échoue dans l'épisode suivant et T-Bag finit par être lui-même filé par Bellick, Sucre et Michael. Il réussit à échapper à Bellick en lui tirant une balle dans la jambe, mais est aussitôt capturé par Sucre et Michael. Il s'échappe une fois encore en poignardant Sucre avec un tournevis. Michael le rattrape dans une cabane abandonnée et plante un couteau dans le bras droit de T-Bag. Puis, il est arrêté par la police panaméenne. Dans le dernier épisode de la saison, T-Bag parle avec un agent du Cartel : « I did exactly what you told me to do. » (« J'ai fait exactement ce que vous m'aviez dit de faire. »). L'homme lui répond : « No, you got caught » (« Non, tu as été arrêté ») et s'en va en laissant T-bag dans la prison du commissariat panaméen. T-Bag hurle de sa cellule : « But I did what you told me to do ! » (« Mais j'ai fait ce que vous m'aviez dit ! »)

### Saison 3
T-Bag arrive au pénitencier de Sona peu après Michael, Bellick et Mahone. Il se rapproche alors de Michael et lui révèle que c'est le Cartel qui a conduit Michael là où il est, même si T-Bag en ignore la raison. Peu après, il se soumet à Lechero et devient l'un de ses sbires, sans doute pour bénéficier de sa protection dans un premier temps, et ensuite pour gravir les échelons de la hiérarchie. En effet, il ne faut pas longtemps pour que T-Bag devienne un élément précieux pour Lechero. Il arrive à monter Lechero contre ses lieutenants en lui avouant faussement que certains essaient de le doubler. Même si cela est vrai car Sammy se prépare à prendre le pouvoir, T-Bag l’ignore néanmoins et ne cherche qu’à manipuler Lechero.
Lechero demande alors à T-Bag de lui faire part de tout ce qu'il entendra. T-Bag aidera Michael à se procurer le téléphone de Lechero, en échange du silence de Michael. En effet, T-Bag risque une mort violente si son passé de violeur d’adolescents est révélé à Lechero, car seul Michael est au courant de ce passé et les prisonniers de Sona ne toléreraient pas la présence d’un violeur parmi eux. Plus tard encore, T-Bag tue Nieves, l'un des lieutenants de Lechero, en maquillant le meurtre en overdose de drogue. Il s'imposera une nouvelle fois dans le plan d'évasion de Michael en établissant un marché avec Whistler : T-Bag poussera quelqu'un à éliminer Sammy qui risque de compromettre l'évasion en échange de son droit de s'évader. Une fois Sammy éliminé, l'équipe se met au travail. Au moment de s'évader, il menace les autres et demande à passer le premier (avec Lechero et Bellick) pour être sûr de pouvoir sortir. 
Pourtant, à peine sorti, il est capturé par les gardes ce qui faisait partie du plan de Michael qui ne voulait pas le laisser s'échapper une seconde fois. Sous la menace de la torture, il ne peut pas donner d'informations sur l'endroit où se trouve Michael mais dénonce Sucre. Il retourne en prison avec Sucre, Bellick et Lechero et en profite pour trahir et tuer Lechero, déjà blessé. Il distribue aux autres détenus une partie de l'argent qu'il a subtilisé à Lechero. Ce meurtre habile lui permet de s'imposer comme un détenu majeur aux yeux des autres dont il emporte l'adhésion et de se positionner en tant que leader de Sona.

### Saison 4
Cependant, un jour, T-Bag est pris d'un excès de folie et décide de mettre le feu à Sona, voulant faire sortir tous les détenus, dont Brad Bellick et Fernando Sucre. On le voit pour la première fois dans cette saisondans la chambre d'une prostituée panaméenne, accompagné par Sancho, un autre ex-détenu de Sona. Il est en possession d'une certaine somme d'argent et surtout du livre qu'a perdu Whistler dans la prison. Les deux hommes attendent dans une voiture en compagnie de deux "passeurs" chargés de les ramener aux États-Unis. Mais en découvrant le sac rempli d'argent que possède Bagwell, les passeurs décident de les tabasser et les laissent en plein milieu du désert pour repartir avec l'argent.
T-Bag et Sancho se retrouvent obligés de marcher au hasard, sans rien à boire ni manger. Agacé, Sancho tente d'assommer T-Bag avec un bâton mais se fait pousser par ce dernier, le coup que T-Bag lui donna lui sera fatal, sa tête heurtant un rocher. T-Bag manifestera à ce moment une sorte de regret, bien qu’il n’ait pas eu le choix de se défendre, car il appréciait sans doute Sancho et, chose rare, n’aurait pas voulu lui faire de mal. Une partie du cadavre servira de nourriture à T-Bag.
Ramené par des pilotes de quad qu'il a croisé, Bagwell se retrouve à San Diego, une destination indiquée par le livre de Whistler qui le mène à un casier de station de bus. Il y retrouve de nombreux objets (carte de crédit, clés d'appartement…) et en particulier une lettre d'embauche dans un bureau d'une entreprise nommée GATE corporation, destinée à Whistler et où est indiqué le nom Cole Pfeiffer, basée à Los Angeles. Il prend immédiatement le bus pour cette ville. Arrivé à destination, il rentre dans une chambre où il trouve une lettre de Gregory White, le patron de GATE, et un moyen de le contacter. Les deux hommes se fixent un rendez-vous à un lieu précis pour le lendemain, mais ce même jour, il a le malheur de croiser le chemin de Michael Scofield et Lincoln Burrows qui avaient pour objectif de retrouver le livre de Whistler. Scofield et Burrows poursuivent T-Bag qui arrive à cacher le livre avant de se faire attraper et parvient à repartir en un seul morceau.
Une fois installé dans son bureau, tout se déroule pour le mieux jusqu'à ce qu'un mafieux Chinois, Feng, lui demande de retrouver au plus vite Scylla (l'appareil réalisé par la compagnie que l'équipe mise en place par Donald Self tente de voler) pour ensuite la lui acheter. Il a trois jours pour réussir ; une fois ce temps écoulé, s'il n'a aucune trace de Scylla, il sera exécuté.
T-Bag aperçoit ensuite Bellick et Sucre en train de discuter avec la secrétaire Trishanne : ils le recherchent et promettent 10 000$ de récompense. La secrétaire regarde donc une photo de Bagwell mais répond que ce visage ne lui est pas familier. Le responsable de la comptabilité de GATE débarque à son tour dans le bureau de Cole et lui annonce que les tableaux qu'il a réalisé comportent de nombreuses anomalies. Il le somme de venir s'expliquer dans son bureau, faute de quoi il appellera la police. Cole quitte sa chambre et fuit l'immeuble mais est rattrapé par Gretchen qui a retrouvé l'adresse de la chambre au nom de Cole Pfeiffer grâce à des archives de Whistler. Elle menace Bagwell en l'obligeant à lui dire quelles informations il a repéré dans le livre.
T-Bag accepte de collaborer. Quelques instants plus tard, il prend Trishanne en otage et la force à appeler le numéro que lui a laissé Bellick. Une fois averti, ce dernier, accompagné de Scofield et Mahone, décide de rencontrer Trishanne et tombe de fait dans le piège tendu par T-Bag. Le criminel emmène tout le monde dans son appartement (sauf Mahone qui a réussi à s'enfuir), roue Michael de coups et le force à lui dire ce que cache ce livre à propos de Scylla. Michael accepte de l'aider. Les deux hommes se rendent à GATE et découvrent une trappe dans le placard du bureau de Cole. Une fois en bas, Scofield annonce que sa collaboration est terminée. Il ouvre le portail d'une cage pendant que Bagwell le menace, mais Mahone le coince et le jette dans la cage.
Il fait ensuite équipe avec Gretchen. Tous les deux projettent d'attendre que Scofield obtienne Scylla pour ensuite les abattre et la lui voler pour la vendre. Au cours d'une réunion pour l'entreprise Gate, T-Bag, visiblement ému fait allusion à Brad Bellick après avoir appris la mort de ce dernier de la bouche de Sucre.
Le dernier jour des recherches dans le souterrain de Scylla, ils préparent leur sortie avec deux MP5. Mais le directeur s'en rend compte et ils sont contraints de prendre tout le monde en otage avant de s'enfuir, abattant au passage le directeur qui était sur le point de s'échapper. Après cette fusillade, leurs portraits robots sont montrés à la télévision.
Scofield réussit à obtenir Scylla et la rend à Self qui le trahit avant de rejoindre sa collègue, qu'il finit par assassiner. Il part avec T-Bag chez la sœur de Gretchen pour prendre en otage sa fille et la persuader de trouver un acheteur.
T-Bag est chargé de surveiller la sœur et la fille de Gretchen ; mais à la suite de l'intervention d'un homme du Cartel déguisé en vendeur de Bible, il hésite à le tuer. La sœur de Gretchen l'en empêche et Theodore les libère avant de se faire assommer par le faux vendeur de Bible. Le Cartel l'oblige à travailler avec Lincoln, Gretchen et Self pour récupérer Scylla ; Mahonne les rejoint pour les aider. T-Bag et les autres apprennent que c'est Christina Scofield, la mère de Lincoln et Michael, qui possédait Scylla. Les deux frères avaient caché cette information au général mais T-Bag la lui révèle immédiatement et devient agent du cartel à plein temps.
Il sera même chargé d'abattre le docteur Vincent Sandinsky sous les ordres de Krantz.
Theodore enlève ensuite Sara et le Général propose un marché à Scofield : Scylla contre Sara. Scofield se rend au rendez-vous mais laisse une simple mallette et escalade l'appartement où Sara est retenue prisonnière et victime des avances de T-Bag qui s'apprête à la violer. Mais Michael l'assomme par surprise.
À la fin de la saison 4, Michael rend Scylla à Kellerman et toute la bande est libérée. On leur propose de voter pour ou contre la libération de T-Bag. Résultat : ils décidèrent à l'unanimité que T-Bag aurait droit à un chewing-gum pendant le trajet qui le reconduirait en prison. Il fut renvoyé à Fox River où ses habitudes de la première saison l'ont attendues.

### La Dernière Évasion
Dans les deux épisodes finaux : La Dernière Évasion, on l'aperçoit en tant que prisonnier de la prison de Miami Made, avant d'être envoyé à Fox River où il est incarcéré en compagnie du général Krantz. Ils décident d'éliminer Sara.
Lincoln Burrows lui rend visite pour le convaincre de déclencher l'alarme à incendie et ainsi permettre l'évasion de Sara. Il accepte mais en échange d'argent. Peu après, T-Bag téléphone à sa banque et, comme rien n'a été viré, il rompt ce pacte. Ceci était bien entendu prévu par Michael, qui dit que T-Bag est une balance. Ainsi, toutes les alarmes sont éteintes, ce qui permet a Michael Scofield de pouvoir faire fondre la soudure sans déclencher le détecteur à fumée, situé juste au-dessus de celle-ci. T-Bag est finalement accusé de complicité d'évasion, ce qui est d'une grande ironie. La dernière image de lui le montre hurlant le nom de Scofield...

### Breakout Kings
Breakout Kings est une série américaine créée par Matt Olmstead et Nick Santora, les scénaristes de Prison Break. Elle est diffusée sur la chaine A&E Network depuis mars 2011. Dans cette série des détenus spécialistes de l'évasion aident des policiers américains à retrouver des prisonniers évadés en échange d'une remise de peine. Dans l'épisode 3 de cette série, T-Bag fait son grand retour sur le petit écran car c'est lui le prisonnier que les héros doivent récupérer. Dans cet épisode, il réussit à s'échapper de Fox River en tuant violemment les deux gardiens chargés de le conduire dans une clinique pour une visite médicale. Il passe l'épisode à tuer violemment des hommes qui ont fait du mal à sa mère. Il est arrêté à la fin de l'épisode juste après lui avoir dit adieu.
Dans cet épisode, T-Bag utilise Henry Pope comme pseudonyme. Il s'agit d'une référence à Prison Break et au personnage du directeur de Fox River incarné par Stacy Keach.
Robert Knepper a indiqué qu'il avait signé pour 4 épisodes. Malheureusement, la série fut annulée avant. Il apparait uniquement dans l'épisode 3 de la saison 1, L'Évadé de Fox River. 

### Saison 5
Après avoir passé de nombreuses années à Fox River, T-Bag a finalement purgé sa peine. À sa sortie, il reçoit une mystérieuse lettre contenant une photo récente de Michael dans une cellule, alors que ce dernier est présumé mort. Curieux, il rend visite à Lincoln et lui donne la photo avant de s'en aller. 
Quelques jours plus tard, T-Bag reçoit un email d'une entreprise travaillant sur la cybernétique lui annonçant qu'il pourrait recevoir une nouvelle main. T-Bag rencontre le chercheur en cybernétique, le docteur Whitcombe, qui à la suite d'un don anonyme très généreux, lui greffe une main bionique possédant un fonctionnement avancé, qui fait que T-Bag peut désormais utiliser sa main comme une vraie. Ce docteur lui annonce ensuite le nom du donateur : Outis. 
Un certain temps après, T-Bag rencontre un jeune homme qui était emprisonné avec Michael en Yémen nommé Whip. T-Bag se rendra plus tard compte que cet homme est son fils. 

## Personnalité

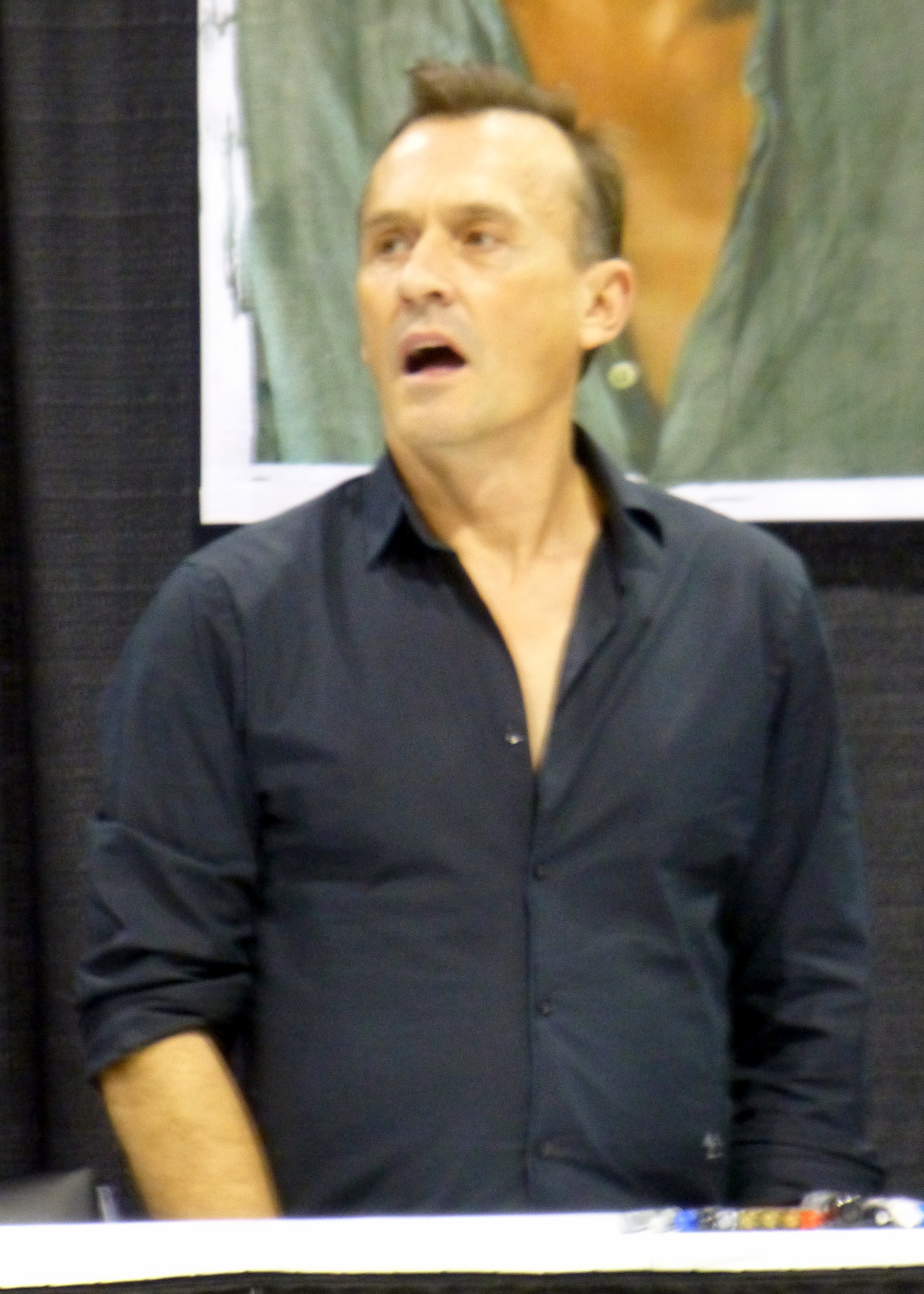
T-Bag est l'un des antagonistes principaux de la série Prison Break.

En plus d'être méprisé par les autres détenus pour ses crimes et liens honteux avec « l'Alliance pour la pureté », T-Bag est assez discret et considéré comme un charmeur par la plupart des femmes qu'il rencontre sur son chemin (Denise, l'employée de la poste ou Patty l'amie des Hollander). Robert Knepper, l'interprète de T-Bag, déclare dans une interview que : « T-Bag's not crazy. He knows exactly what he's doing. He's not going to make himself stupid [to fit a stereotype]. » (« T-Bag n'est pas fou. Il sait exactement ce qu'il fait. Il ne va pas devenir stupide [pour se conformer à un stéréotype] »). Knepper explique également : « I never play him like a stereotypical racist or redneck. He's actually quite cunning and smart. » (« Je ne le joue jamais comme un raciste ou un beauf stéréotypé. Il est vraiment roublard et intelligent. »). En outre, il compare son personnage à « Truman Capote without a degree » (« Truman Capote sans diplôme »).
L'intérêt sexuel du personnage s'étend des hommes aux femmes et même aux enfants. Quand il est interrogé à ce sujet, l'acteur affirme que « We're not passing judgment. T-Bag's not a homosexual. He's a raw animal. He'd [sleep with] anything. » (« Nous n'émettons pas de jugement. T-Bag n'est pas un homosexuel. C'est un animal à l'état brut. Il coucherait avec n'importe quoi. »).
Il est très cultivé comme en témoigne le flash-back de la saison 2 et ses répliques incisives nourries de métaphores et de fines allusions. 

## Victimes
Sur Prison Break
- 6 adolescents en Alabama
- Un détenu lors d'une émeute
- Robert "Bob" Hudson, gardien de prison de Fox River
- Marvin Gudat
- Jerry
- Roy Geary, ancien gardien de prison de Fox River
- Un ancien combattant rencontré dans un bar
- Denise
- Eric Stammel
- Une prostituée mexicaine
- Une prostituée panaméenne
- Nieves
- Norman "Lechero" St- John
- Sancho (Cannibalisme)
- Dr. Vincent Sandinsky
- Emily "A&W" Blake
- Poséidon

Sur Breakout Kings
- Deux gardiens de Fox River
- Deux ambulanciers
- Wayne Garett et sa compagne
- Rodney Johnson

## Anecdotes
- Silas Weir Mitchell, qui interprète le rôle de Charles Patoshik, avait à l'origine passé l'audition du rôle de T-Bag[30].

## Citations
- (à Michael Scofield lorsqu'ils cherchent le Ranch) « Et comment tu comptes le trouver maintenant p'tit génie, hein ? Avec la baguette de sorcier que tu t'es fait tatouer sur le cul ? »
- (à Michael Scofield, après avoir mangé le plan du Ranch KK) « Je voulais me le faire tatouer sur le corps, mais j'ai pas eu le temps. Quand tu fouilles un détenu, faut pas oublier son p'tit sac. »[31]

- (apercevant sa photo à la télévision) « Les photos me donnent un air de sociopathe. »[32]

- (à un garde) « Si j'avais su que vous aimiez les plans de ce genre-là, j'aurais jamais essayé de m'évader ! »[33]

- (à un garde) « T'auras ta compote sans me cramer les prunes »[33]

- à Sara qui lui dit « Michael est plus costaud que ce que tu ne pourras jamais espérer être » il répond « Qu'est-ce que tu connais des vrais mecs, hein, docteur ? Je suis sûr que de nous deux, j'en ai eu plus que toi. »

- T-bag : « oh, j'étais aveugle et tu viens de me rendre la vue » ; Gretchen répond : « garde tes forces pour prendre des photos »[34]